# الحروب الأهلية اليونانية 1823 – 1825

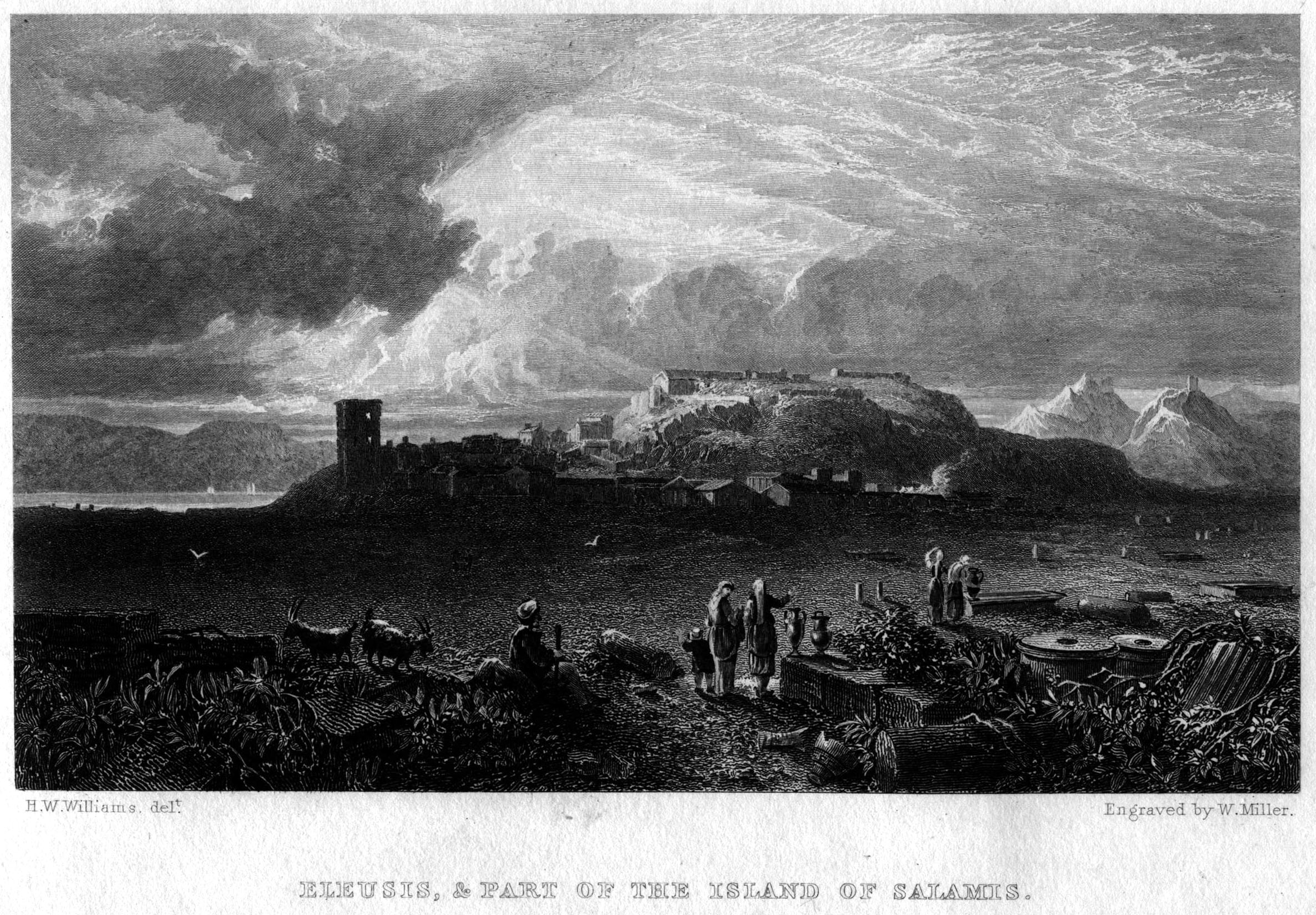
إليوسيس وجزء من جزيرة سلاميس، نقش بقلم ويليام ميلر على اسم إتش دبليو ويليامز

تميزت حرب الاستقلال اليونانية (بالإنجليزية: Greek War of Independence) بوجود حربين أهليتين، وقد وقعت بين عامي 1823-1825. كان للصراع أبعادًا سياسية وإقليمية على حد سواء، وذلك كونه قد أثار حفيظة الروميليوتيين (شعب اليونان القارية) وسكان الجزر (أصحاب السفن، وخاصة من جزيرة هيدرا) ضد البيلوبونيز أو المورة. انتهت الحرب بتقسيم الأمة الفتية وإضعاف التجهيز العسكري للقوات اليونانية إلى حدّ كبير في مواجهة تدخل إيالة مصر القادم في الصراع.

## الخلفية
بحلول نهاية مارس من عام 1821، خاض البيلوبونيز ثورة مفتوحة ضد الدولة العثمانية وبحلول أكتوبر 1821 كان اليونانيون تحت قيادة ثيودوروس كولوكوترونيس قد استولوا بالفعل على كالاماتا وتريبولي. بعد سقوط كالاماتا، عَقَد مجلس الشيوخ الميسيني، وهو أول مجلس حكم محلي لليونانيين، جلسته الافتتاحية. في الوقت نفسه تقريبًا، تم استدعاء مديرية الأشين في باتراس. وبمبادرة من مجلس الشيوخ الميسيني، عُقِد اجتماعًا خاصًا لجمعية البيلوبونيز، وانتخبت في 26 مايو عضوًا لها يمثلها في مجلس الشيوخ. عقدت التجمعات في وسط اليونان (نوفمبر عام1821) تحت قيادة اثنين من الفناريين: ألكسندروس مافروكورداتوس في الجزء الغربي وثيودوروس نيغريس في الجزء الشرقي. تبنَّت هذه التجمعات نظامين أساسيين محليين، هما ميثاق اليونان القارية الغربية والنظام القانوني لشرق اليونان القارية. نصَّ النظام الأساسي على إنشاء هيئتين إداريتين محليتين في وسط اليونان، أريوباغوس في الشرق ومجلس الشيوخ في الغرب. تم الاعتراف بالقوانين المحلية الثلاثة من قِبَل الجمعية الوطنية الأولى ن لكن تمّض حلّها لاحقًا من قِبَل الجمعية الوطنية الثانية.
تشكلت الجمعية الوطنية الأولى في إبيداوروس في أواخر ديسمبر من عام 1821، وتألفت بشكل حصري تقريبَا من البيلوبونيز. وقد شكَّلت الجمعية أول دستور يوناني وعيَّنت أعضاء هيئة تنفيذية وتشريعية لإدارة حكم الأراضي المحررة. أدار مافروكورداتوس منصب رئيس السلطة التنفيذية بنفسه، في حين انتُخب يبيسيلانتيس، الذي دعا إلى إنشاء الجمعية، رئيسًا للهيئة التشريعية، وهو منصب عديم الفائدة. تم تهميش القادة العسكريين وممثلي فيليكي إيتيريا، لكن تدريجيًا تنامى نفوذ كولوكوترونيس السياسي، وسرعان ما تمكَّن من بسط سيطرته، إلى جانب القادة الذين تأثروا به، على مجلس الشيوخ البيلوبونيزي، الذي لم تستطع الجمعية الوطنية حلّه. قاد مجلس الشيوخ البيلوبونيز بالفعل، في حين كانت الحكومة المركزية أضعف من أن تمارس سلطتها عليهم. وبالنظر إلى المأزق والقوة المتزايدة للقبطانة البيلوبونيزيين، اقترح مافروكورداتوس وسكان جزيرة هيدرا حلّ مجلس الشيوخ وإدماجه في الجمعية الوطنية. وافق مافروميشاليس على هذا الاقتراح، لكن القادة العسكريين رفضوه تمامًا. وبعد رفض الاقتراح، حاولت الإدارة المركزية تهميش دور كولوكوترونيس، الذي كان يسيطر على حصن نافبليو. في نوفمبر من عام 1822، أصدرت الإدارة المركزية قانون الانتخاب الخاص بممثلي الجمعية الوطنية الجديدة، لكن كولوكوترونيس تحدى هذا القانون، وأعلن أن البيلوبونيز سوف ينظمون جمعيتهم الخاصة لانتخاب الأعضاء الجدد في مجلس الشيوخ.